# Neoterebra crassireticula
Neoterebra crassireticula é uma espécie de gastrópode do gênero Neoterebra, pertencente a família Terebridae.